# Trail (Columbia Británica)
Trail es una ciudad canadiense situada en la provincia de Columbia Británica. Es la capital del distrito regional de Kootenay Boundary.

## Toponimia
Debe su nombre al recorrido Dewdney (del inglés: Dewdney Trail), que pasa a través de la zona.

## Geografía
Según Statistics Canada, Trail se encuentra en las siguientes coordenadas: 49°05′42″N 117°42′36″O / 49.09500, -117.71000. Su área es de 34,78 km², y su población es de 7.575 habitantes (datos obtenidos del censo nacional de 2001).